# Chris Banks
Pour les articles homonymes, voir Banks.
Christopher N. Banks était un footballeur anglais né le 22 novembre 1965 à Stone.

## Carrière
- 1982-1988 : Port Vale FC  Angleterre
- 1988-1989 : Exeter City  Angleterre
- 1989-1994 : Bath City  Angleterre
- 1994-2004 : Cheltenham Town  Angleterre